# Phi Delta Theta

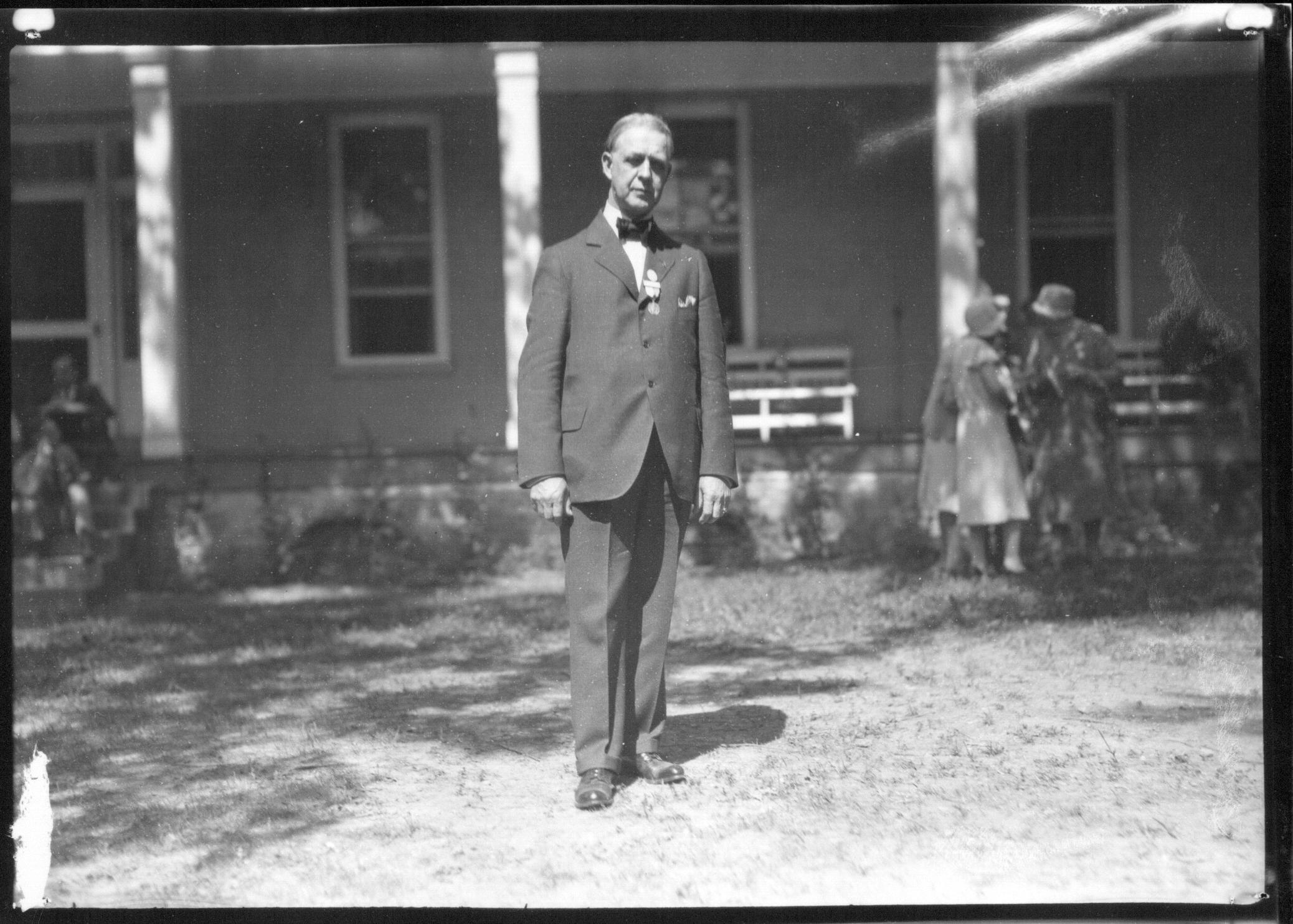
L'homme à la célébration Phi Delta Theta, Oxford College

Phi Delta Theta (ΦΔΘ) est une fraternité internationale d'anciens élèves fondée en 1848 à Oxford dans l'Ohio aux États-Unis. Son siège social est à l'Université Miami. La fraternité compte cent quatre-vingt-dix chapitres et colonies en activité dans quarante-trois états des États-Unis et cinq provinces canadiennes.

## Historique
Cette association compte plus de 245 000 initiés dont 160 000 anciens élèves vivants. Elle a été fondée par six étudiants : Robert Morrison (en), John McMillan Wilson, Robert Thompson Drake, John Wolfe Lindley, Ardivan Walker Rodgers, and Andrew Watts Rogers connus sous le nom de « les six immortels ».

## Principaux objectifs
Phi Delta Theta a été créé dans le cadre de trois objectifs principaux : « la culture de l'amitié entre ses membres, individuellement, l'acquisition d'un haut degré de culture, et la réalisation personnelle d'un haut niveau de moralité ». 